# Sphingiphila
Sphingiphila é um género botânico pertencente à família Bignoniaceae.

## Espécie
Sphingiphila tetramera

## Nome e referências
Sphingiphila A.H.Gentry